# Saint-Geours-de-Maremne
Saint-Geours-de-Maremne là một xã, non loin de la fontière espagnole, et près des Pyrénées, qui est thuộc tỉnh Landes trong vùng Nouvelle-Aquitaine. Xã này có diện tích 42,9 km², dân số năm 2006 là 1918 người. Xã này nằm ở khu vực có độ cao trung bình 24 mét trên mực nước biển.

## Thông tin nhân khẩu
| Năm | 1962  | 1968  | 1975  | 1982  | 1990  | 1999  | 2006  |
| --- | ----- | ----- | ----- | ----- | ----- | ----- | ----- |
| Dân số | 1 194 | 1 237 | 1 254 | 1 234 | 1 434 | 1 666 | 1 918 |
| From the year 1962 on: No double counting—residents of multiple communes (e.g. students and military personnel) are counted only once. |       |       |       |       |       |       |       |